# Autovía A-92M
La A-92M o Autovía de Estación de Salinas a Villanueva de Cauche es una autovía autonómica andaluza que comunica las localidades andaluzas de la estación de Salinas y Villanueva de Cauche, en la provincia de Málaga. Este tramo pertenece a la Red Básica Estructurante del Catálogo de Carreteras de la Junta de Andalucía catalogada como De Estación de Salinas a Villanueva de Cauche con 25,87 kilómetros de longitud.
Inicia en el enlace 177 de la A-92, en la estación de Salinas, y finaliza en el enlace 114 de la A-45, en el puerto de las Pedrizas de la localidad de Villanueva de Cauche (Málaga), permitiendo evitar el paso por Antequera para ir de la ciudad de Granada a Málaga o viceversa.
Las obras del desdoblamiento de la antigua carretera A-359 iniciaron en julio de 1994 después de retrasarse unos 2 años por el caso Ollero, acusado por el cobro de comisiones ilegales por parte de Manuel Ollero Marín, director general de Carreteras de la Junta de Andalucía en 1992, por las adjudicaciones de la A-92 a su paso por la provincia de Málaga. Fue puesto en servicio de forma parcial con la excepción de un viaducto de la A-92 en febrero de 1996 y no hasta en agosto de 1996 había concluido las obras al completo de la autovía.

## Tramos
| Denominación | Tramo | Kilómetros | Año servicio |
| ------------ | --- | ---------- | ------------ |
| A-92M        | Estación de Salinas A-92 - Villanueva de Cauche A-45 Tramo parcial (excepto viaducto de 700 metros de la A-92 ) Tramo completo | 25 25,87   | 1996         |

## Salidas
| Estación de servicio Moeve La Palma |

| Estación de servicio REPSOL Paneque |

| Estación de servicio REPSOL El Polear |

| Estación de servicio REPSOL El Rosario |

| Estación de servicio REPSOL El Rosario |